# Adisham
Adisham (anciennement Adesham) est un village et un civil parish situé dans le comté du Kent. Le village est à six miles au sud-est de Canterbury et situé sur la route B2046 entre les villes de Wingham et Barham.

## Jumelage
- Campagne-lès-Hesdin (France)